# Fontella Bass

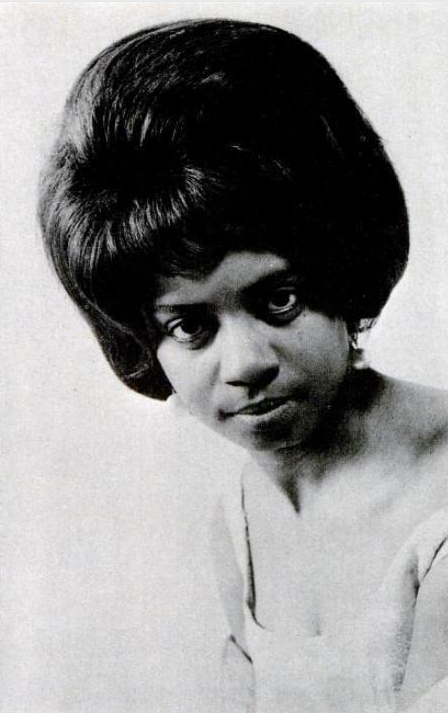
Fontella Bass

Fontella Marie Bass (St. Louis, Missouri, 3 juli 1940 – aldaar, 26 december 2012) was een Amerikaans zangeres, pianiste en componiste. Ze is bekend van haar hit Rescue Me uit 1965. 
Haar moeder Martha Bass was gospelzangeres bij de Clara Ward Singers, haar broer David Peaston had diverse hits in Amerika en Fontella zelf begon al met zingen toen ze zes jaar was. Dat deed ze in het kerkkoor. Vanaf haar zeventiende zong ze R&B in de plaatselijke Showboat Club. Vervolgens ging ze samen met Bobby McClure duetten zingen. Don't Mess Up a Good Thing werd in 1965 een hit en haar doorbraak. Solo had ze succes met Rescue Me. Het staat op naam van Raynard Miner en Carl William Smith, die haar beloofd hadden dat haar aandeel in de compositie erkend zou worden in de songwriting credits, wat echter niet gebeurde. Het nummer werd wereldwijd een hit en leverde nog extra geld op toen het werd gebruikt in tv-reclame. Het werd gecoverd door onder meer Linda Ronstadt, Cher en Pat Benatar.
- Bibsys: 5066889
- Biblioteca Nacional de España: XX1503990
- Bibliothèque nationale de France: cb13891218p (data)
- CiNii: DA17407647
- Gemeinsame Normdatei: 134322614
- International Standard Name Identifier: 0000 0000 5515 1712
- Library of Congress Control Number: n95023451
- MusicBrainz: 77c1d20a-2374-42f0-8059-61d1f453d5de
- Réseau des bibliothèques de Suisse occidentale: 02-A016316542
- Système universitaire de documentation: 08428756X
- Virtual International Authority File: 76499398
- WorldCat: E39PBJvRQ78BHQjwHTkgBVTPwC